# Kamieniczka konstrukcji ryglowej w Grodzisku Wielkopolskim
Kamieniczka konstrukcji ryglowej z XVIII w., – zabytek architektury  Grodziska Wielkopolskiego.
Ustawiona kalenicowo (czyli równolegle do osi ulicy), konstrukcji słupowo-ramowej o ścianach wypełnionych częściowo gliną, częściowo cegłą. Przebudowana w XIX wieku. Cechą charakterystyczną fasady tej kamieniczki jest ustawiona szczytem do ulicy, wysunięta nieco przed lico elewacji wystawka z loggią i naczółkowym dachem. Całość zdobi dekoracyjnie potraktowana konstrukcja ryglowa (często zwana murem pruskim). Wysunięta przed lico elewacji wystawka nawiązuje do często stosowanego w średniowieczu sposobu powiększania powierzchni mieszkalnej w ramach ograniczonej działki, przez wysuwanie do przodu każdej wyższej kondygnacji. Ozdobna konstrukcja ryglowa, loggia z ażurową balustradą otwarta łukiem odcinkowym, naczółkowy dach z czerwonej karpiówki, ceglane obramienie drzwi i okien w parterowej części – to elementy romantycznego ducha przyświecającego architektowi, dzięki którym kamieniczka ta, przeniesiona gdzieś do Dolnej Saksonii niczym by się nie różniła od tamtejszej zabudowy.